# Oorlogskruis 1944 (Polen)
Het Poolse Oorlogskruis (Krzyż Walecznych), ook "Kruis voor Dapperheid" geheten, werd in 1920, 1943, 1944 en 1992 ingesteld. De kruisen zijn gelijk maar het jaartal op de onderste arm van het kruis verschilt.

## Het versiersel
Het op 11 augustus 1920 door de Poolse regering ingestelde bronzen kruis, een "kruis van Mantua", heeft vier armen met concave randen. De armen van het kruis waaieren dus uit, zij worden breder. In het midden van de voorzijde staat een wapenschild met de Poolse adelaar en op de armen staat "NA POLU CHWAŁY" (Pools: "Op het veld van eer").

Op de keerzijde staat een met lauwertakken omkranst ontbloot zwaard met de tekst "WALECZNYM" (Pools: "voor de dapperen").

Het lint is paarsig rood met twee brede witte zijstrepen. Men draagt de onderscheiding op de linkerborst.
Anders dan bij veel andere oorlogskruisen worden er geen sterren of palmen op het lint gedragen. Het oorlogskruis mag per individu vier keer worden toegekend.
De Oorlogskruizen in andere landen, waaronder Frankrijk en Tsjechoslowakije zijn onder "Oorlogskruis" verzameld.

## De geschiedenis
In 1920 werden de militairen die hadden gestreden in de gewonnen oorlog tegen de prille Sovjet-Unie met deze onderscheiding geëerd.
In september 1939 overvielen Duitsland en Rusland het Poolse grondgebied. De aanval was zo onverwacht en zo massaal dat de regering in Warschau geen Oorlogskruis kon instellen. Ook de naar Londen gevluchte regering, die daar tot 1992 in ballingschap bijeen bleef komen, stelde geen Oorlogskruis in.
Een door Stalin bijeengebracht comité van Poolse communisten en krijgsgevangen, het "Pools Bevrijdingscomité", wierp zich in 1943 op als nieuwe Poolse regering. Deze regering stelde al in 1943 een Oorlogskruis in. In 1944 werd een tweede Oorlogskruis ingesteld. Zij zijn, op het jaartal na, gelijk aan het Oorlogskruis uit 1920. Men decoreerde vooral Russen en soldaten uit de eigen rijen. De dappere Poolse matrozen op de Atlantische Oceaan, de Poolse piloten bij de RAF en de Poolse militairen aan het westfront, die een grote rol bij speelden bij het bevrijden van Nederland, werden "vergeten".
Op 16 oktober 1992 werd het kruis opnieuw ingesteld, nu door de eerste naoorlogse democratische regering van Polen. De Poolse regering heeft geprobeerd met het toekennen van onderscheidingen de "vergeten" Poolse soldaten aan het Westelijk front te rehabiliteren en jaren van vervolging, smaad en doodzwijgen weer enigszins goed te maken.